# Ань Дін-ван
Ань Дін-ван (кит. трад.: 安定王; піньїнь: Andingvan, 513—532) — 14-й імператор Північної Вей у 532 році.

## Життєпис
Походив з династії Юань (Тоба). Був третім сином Юань Жуна, вана Чжан-у. Народився у 513 році, отримавши ім'я Лан. У 526 році втратив батька, який загинув із повстанцями. Замолоду здобув гарну освіту. 
У 529 році став служити в штабі військовика Юань Су, вана Лу. У 531 році призначено губернатором округу Бохай (в сучасній провінції Хебей). В розгардіяші 530-531 років, коли було повалено декілька імператорів, Юань Лан не брав участі у змовах. 
Напочатку року військовик Гао Хуань, який знищив клан Ерчжу та повалив імператора Цзе Мінь-ді, оголосив імператором Юань Лана під ім'ям Хоуфей. Невдовзі було захоплено столицю Лоян. 
Правління Ань Дін-вана тривала декілька місяців, оскільки Гао Хуань вирішив замінити його іншим представником династії — Юань Сю, який став новим імператором під ім'ям Сяо У-ді. 
Поваленому володарю було надано титул Ань Дін-вана, але вже через 6 місяців наказано було вчинити самогубство. 

## Девіз правління
- Чжунсін (中興) 531-532